# صندوق المواطنين الإسرائيلي
صندوق المواطنين الإسرائيلي (SWF) (بالعبرية: קרן לאזרחי ישראל‏) هو صندوق الثروة السيادية المقترح في إسرائيل. تم تأسيسها من أجل التعامل مع الأرباح المستقبلية المتوقعة وغير المتوقعة من اكتشاف حقلي تمار وليفيثان للغاز. سيتم إدارة الصندوق من قبل بنك إسرائيل.
بدون الصندوق، يمكن أن يتعرض اقتصاد إسرائيل في المستقبل لخطر ما يسمى «المرض الهولندي». يحدث هذا عندما تؤدي الزيادة الكبيرة في الإيرادات من قطاع واحد (مثل الغاز الطبيعي) إلى تعزيز العملة المحلية الإسرائيلية (الشيكل)، الأمر الذي سيجعل بدوره قطاعات اقتصادية أخرى أقل قدرة على المنافسة.
أوصى صندوق النقد الدولي في نوفمبر 2010، ومنظمة التعاون الاقتصادي والتنمية بالمثل في عام 2011، بأن تنشئ إسرائيل صندوق ثروات سيادي. تقدر منظمة التعاون الاقتصادي والتنمية أن حجمها بحلول عام 2040 سيكون ما بين 40 و 175 مليار دولار أمريكي (أي ما بين 10 و 50 في المئة من الناتج المحلي الإجمالي لإسرائيل) حسب معدل الاكتشافات الجديدة.
أقر الكنيست قانون إنشاء الصندوق في يوليو 2014. ينص القانون على أن الصندوق سيبدأ العمل بعد شهر من أن تتجاوز إيرادات الدولة الضريبية من الغاز الطبيعي المليار. من المتوقع أصلاً أن يحدث هذا بحلول عام 2017، تتوقع أحدث التقديرات أن يتم تجاوز هذا الحد بحلول عام 2020. قد تتسبب الطبيعة المعقدة لضريبة الأرباح المفاجئة في استخدام الشركات لأشكال معقدة من التهرب الضريبي.